# 愛が止まらない (INFIXの曲)
「愛が止まらない」（あいがとまらない）は、1993年4月5日に発売されたINFIXの5枚目のシングル。

## 概要
映画『仮面ライダーZO』の主題歌として制作された楽曲。
作曲者の川村栄二も映画の企画を担当した吉川進もinfixを高く評価し、本曲についても自信作であることを語っているが、公式サイトでは企画盤として扱われていたこともあってか、ベスト・アルバム『JAPS -JYOSEI and AKIRA Personal selection-』（2001年7月）に収録されるまでは、infixのアルバムには長らく未収録となっていた。
原盤自体はランティスが管理しているが、近年は日本コロムビアから発売される仮面ライダーシリーズのCDに収録される機会が増えている。

## 収録曲
全曲 作詞：大津あきら 作曲・編曲：川村栄二
1. 愛が止まらない
本曲自体はエンドロールのみの使用だが、メロディはライダー側のメインテーマとして様々なシーンに使用されている。
2. 微笑みの行方
本曲のメロディは敵側のメインテーマであると同時に、劇中の重要なキーアイテムであるオルゴールのメロディでもある。本曲自体も挿入歌として断片的に使用されている。
3. 愛が止まらない（オリジナル・カラオケ）